# Universidade de Otago
A Universidade de Otago (em maori: Te Whare Wānanga o Otāgo) em Dunedin é a universidade mais antiga da Nova Zelândia com mais de 20.000 estudantes inscritos durante o ano de 2006. Foi fundada em 1869 por um comitê que incluía Thomas Burns.
A universidade possui a maior qualidade média de pesquisa da Nova Zelândia e é a segunda universidade que emprega mais pesquisadores acadêmicos de nota "A" do país, ficando logo atrás da Universidade de Auckland. Ela chegou ao topo da classificação de Performance Based Research Fund da Nova Zelândia em 2006.